# Stutzweck

Frankfurter Stutzweck

Der Stutzweck ist ein traditionelles Frankfurter Gebildegebäck. 
Der Stutzweck wird in den Frankfurter Bäckereien nur zu Silvester gebacken. Bis zum Ende der 1950er Jahre zogen die Frankfurter Kinder am Neujahrstag von Haus zu Haus, sagten Gedichte auf und erhielten als Dank einen Stutzweck. Die beiden runden Köpfe stellen das Ende des Jahres und den Anfang des neuen Jahres dar. Die Einschnitte in der Mitte symbolisieren die zwölf Monate des Jahres. Die Grundzutaten für den Stutzweck sind Mehl, Butter, Hefe, Zucker, Salz, Milch, Eier und Zitrone.